# Grafrath
Grafrath es un municipio alemán, ubicado en el distrito de Fürstenfeldbruck, en el Estado federado de Baviera. Se encuentra a unos 10 km al suroeste de Fürstenfeldbruck y a 30 km al oeste de Múnich.
Toma su nombre de San Rasso, quien fue el conde (Graf) que fundó una abadía benedictina en esta región en el siglo X. Además, alberga el Forstlicher Versuchsgarten Grafrath (en español: Jardín de Pruebas de Silvicutura de Grafrath), un arboreto de 34 hectáreas de extensión.

## Personajes ilustres
- Rasso, santo católico del siglo X.
- Carl Orff (1895-1982), compositor del neoclasicismo musical.